# Gäddtjärnen (Järna socken, Dalarna, 670814-141265)
Gäddtjärnen är en sjö i Vansbro kommun i Dalarna och ingår i Dalälvens huvudavrinningsområde.